# Polysphincta albipes
Polysphincta albipes là một loài tò vò trong họ Ichneumonidae.